# Narodi svijeta Č
Narodi svijeta Č
Čamalali. Ostali nazivi: vlastiti naziv chamalaldu, Чамалалы (ruski)
- Lokacija: Dagestan, sela: Donji-Gaquar, Agual, Tsumada, Urukh, Gachitl, Quenkh, Gigatl i Gadór.
- Jezik/porijeklo: chamalaldub mitchtch, avarsko-andodidojski narodi
- Populacija (2007):
- Vanjske poveznice:

Čani →Lazi
Čečeni. Ostali nazivi:  Чеченцы (ruski)
- Lokacija: Čečenija
- Jezik/porijeklo: pripadaju Nahima.
- Populacija (2007):
- Kultura
- Vanjske poveznice:

Čeremisi. Ostali nazivi: Mari, Marijci, (Черемисы, Марийцы).
- Lokacija:
- Jezik/porijeklo:
- Populacija (2007):
- Kultura
- Vanjske poveznice:

Čerkezi. Ostali nazivi: Cirkasijci, Черкесы (ruski)
- Lokacija: poglavito Rusija i znatan broj u Turskoj
- Jezik/porijeklo: čerkeski, abhasko-adigejska ili sjeverozapadna kavkaska porodica. Dijele se jezično na istočne ili Kabardince i zapadne ili Adigejce. Plemena: Abadzehi  (Abadzeh, Abadzekh, Abzegh), Bezlenejevci (Besleney), Bžeduhi (Bjeduğ, Bzhedukh, Bzeduğ), Hatukay (Gatyukay), Jan, Jane, Kabardinci (Kabardey), Mohoş (Mahoş), Natuhajci (Natuhay, Nadkuac, Nadkhokuadzh), Šapsugi (Shapsug, Şapsığ, Şapsuğ), Termigojci (Temirgoy, Cemguy, Kemguy).
- Populacija (2007): 604,000 Adigejaca u 15 zemalja i 1,003,000 Kabardinaca u 6 zemalja
- Vanjske poveznice: Centre for Russian Studies: Cherkess  Arhivirana inačica izvorne stranice od 7. veljače 2007. (Wayback Machine)

Česi. Ostali nazivi:
- Lokacija: Češka
- Jezik/porijeklo: češki, slavenska grupa
- Populacija (2007):
- Vanjske poveznice:

Čukči. Ostali nazivi: Chukchee (engleski), Sebe obalni Čukči zovu ankalyn, "obalni čovjek", Čukči iz tundre, chavchu, "čovjek irvasa". Kolektivno se nazivaju lygoravetlyan. Чукчи (ruski).
- Lokacija:
- Jezik/porijeklo:
- Populacija (2007):
- Vanjske poveznice:

Čulimski Tatari. Ostali nazivi: Čulimski Turci
- Lokacija:
- Jezik/porijeklo: turska grupa.
- Populacija (2007):
- Vanjske poveznice:

Čuvaši. Ostali nazivi: Чуваши (ruski)
- Lokacija:
- Jezik/porijeklo:
- Populacija (2007):
- Vanjske poveznice: